# تک رانشگر به مدار

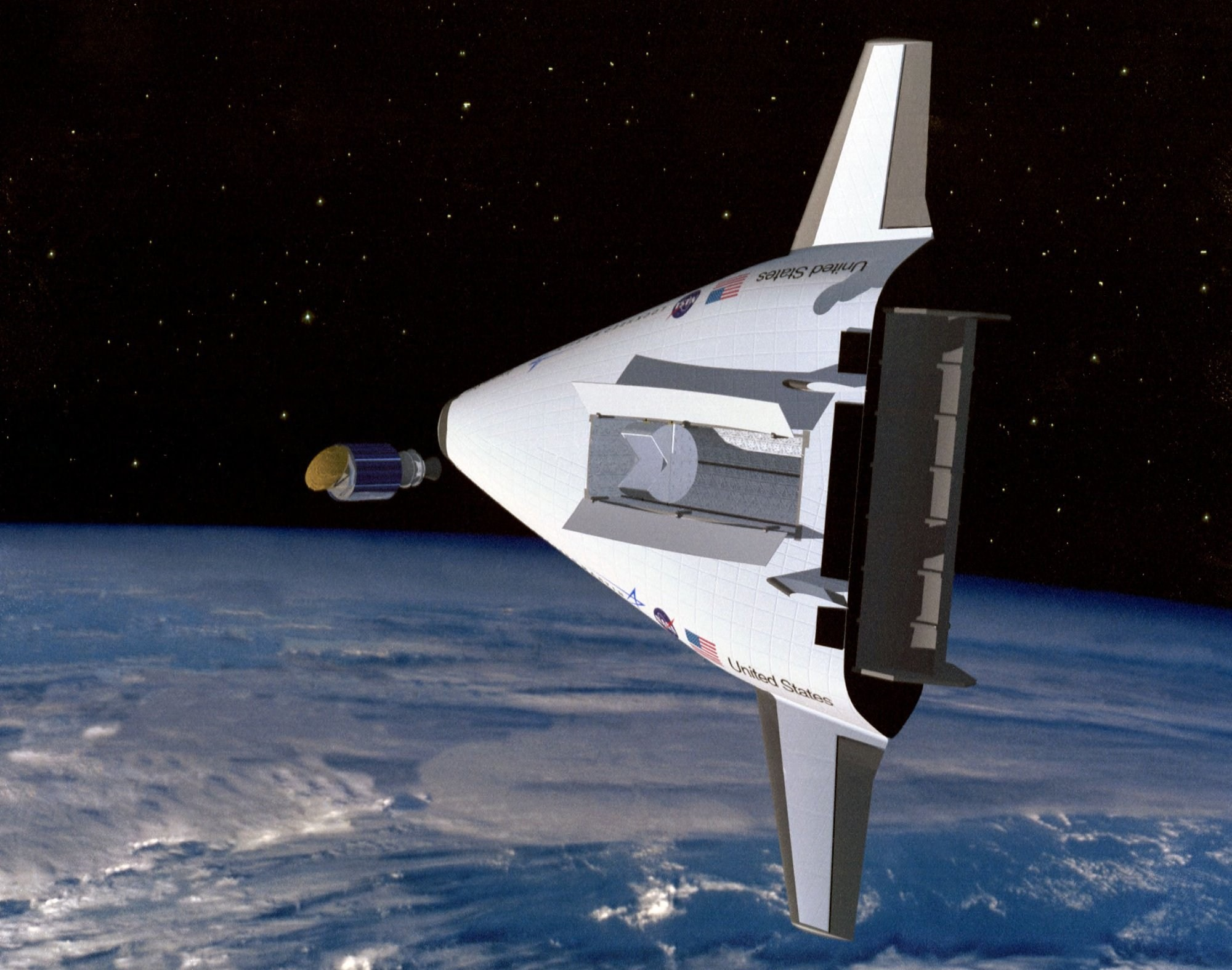
VentureStar، هواپیمای فضایی پیشنهادی تک رانشگر به مدار (SSTO) بود.

ترابر تک رانشگر به مدار (به انگلیسی: single-stage-to-orbit (SSTO)) از سطح جرمی آسمانی، بدون مصرف مخازن، موتورها یا سایر سخت‌افزارهای اصلی و  تنها با استفاده از سوخت رانش و مایع‌ها به مدار می‌رسد. این اصطلاح معمولاً، اما نه منحصراً به سامانه پرتاب بازکاربردپذیر اشاره دارد. تا به امروز هیچ وسیله پرتاب SSTO از زمین به پرواز درنیامده است. پرتاب‌های مداری از زمین توسط موشک‌های چند مرحله‌ای کاملاً یا بخشی یک‌بار مصرف انجام شده است.